# Docosia carbonaria
Docosia carbonaria är en tvåvingeart som beskrevs av Edwards 1941. Docosia carbonaria ingår i släktet Docosia och familjen svampmyggor. Inga underarter finns listade i Catalogue of Life.